# Protestos na Guiné em 2019–2020

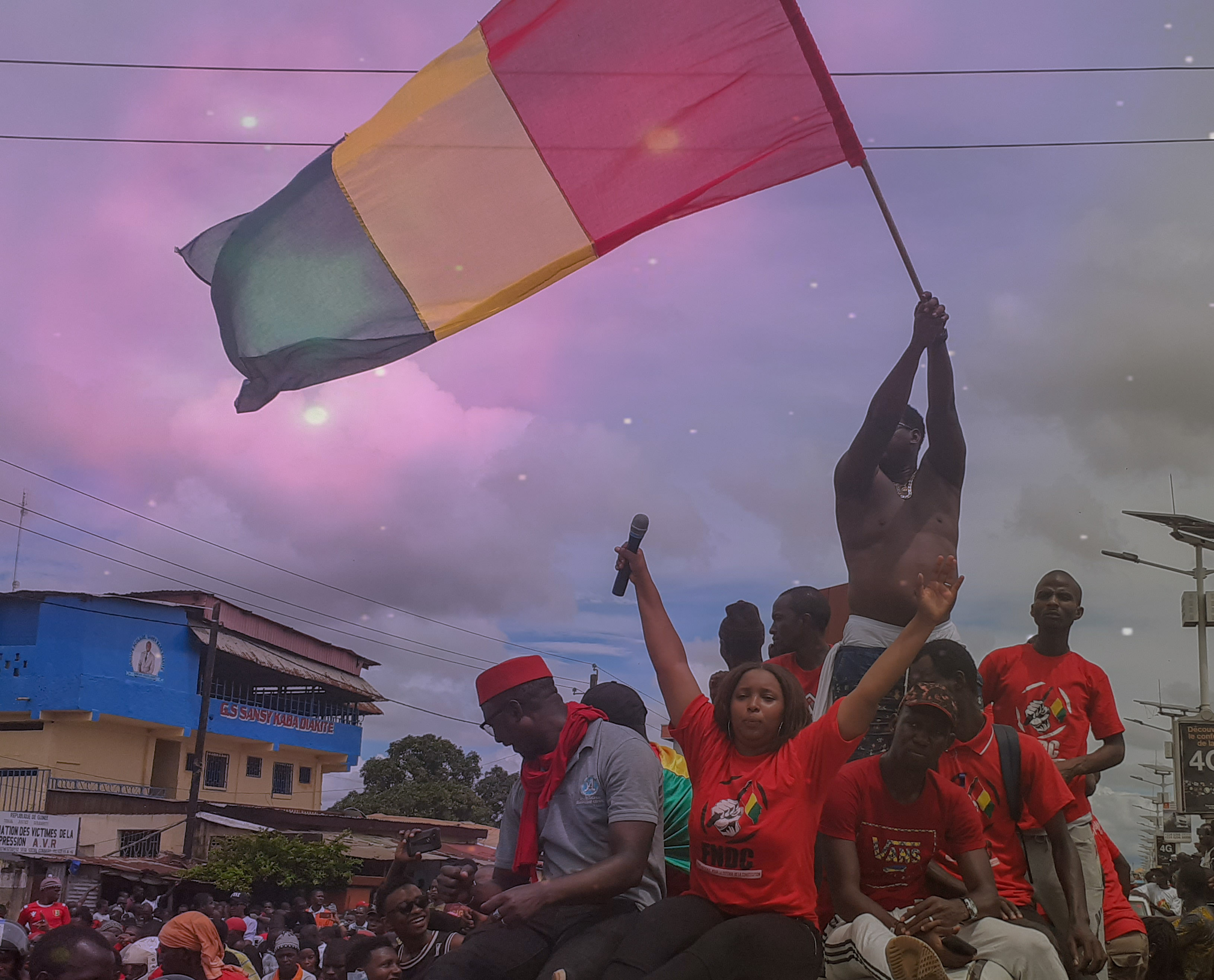
Manifestantes em 24 de outubro de 2019 em Conakry.

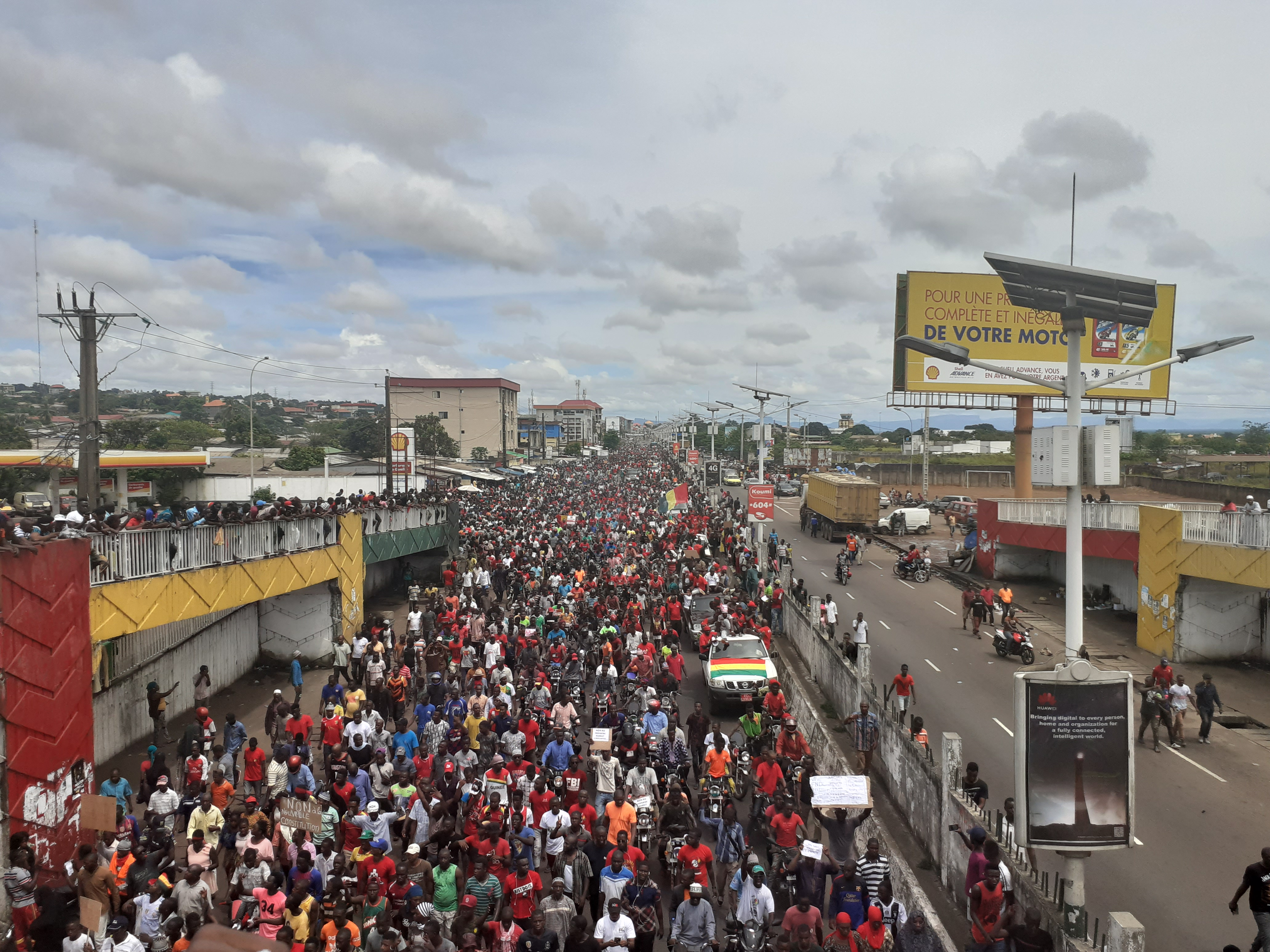
Manifestação do dia 24 de outubro na rodovia Fidel Castro.

Os protestos na Guiné em 2019–2020 foram uma série de manifestações e distúrbios civis em massa iniciados pelo grupo cívico de oposição Frente Nacional para a Defesa da Constituição (em francês:  Front National pour la Défense de la Constitution, FNDC) a partir de 14 de outubro de 2019 na Guiné para protestar contra a modificação ou adoção de uma nova constituição que levaria o Presidente Alpha Condé a um terceiro mandato presidencial. O movimento e outras organizações sustenta o respeito pelos direitos humanos na Guiné contra a prisão, detenção e condenação por vezes arbitrária de líderes da FNDC.
Numa escala sem precedentes ao longo de décadas, estas manifestações, decorrem na capital e no interior do país a pedido da coordenação nacional do movimento. Embora a repressão se intensificasse sobre os manifestantes, o regime negou ter proibido as manifestações na Guiné e autorizou a manifestação de 24 de outubro que mobilizou mais de 1.500.000 manifestantes de acordo com a FNDC, enquanto o governo reivindica 30.000 manifestantes.
A pandemia de coronavírus leva à suspensão das marchas, enquanto o regime de Alpha Condé promulgou a nova constituição do referendo de 22 de março de 2020.
Já a FNDC rejeita a nova constituição e as eleições legislativas, e exige novas eleições.
Após a eleição presidencial de 2020, uma agitação generalizada ocorreu, levando à morte de 27 manifestantes. 

## Antecedentes
Na Guiné, a dissidência política foi silenciada desde a greve geral de 2007, quando 100 pessoas foram mortas. Centenas de pessoas foram presas em casos separados de violência, como nos protestos em 2009, nos confrontos em 2013 e outros. Após uma onda de manifestações sem precedentes contra os resultados da eleição presidencial de 2015, 70 manifestantes foram mortos e mais de 400 foram presos em seis meses de protestos. Em 2019, os manifestantes estavam fartos do governo e de um novo projeto de lei que permitiria referendos e alterações constitucionais, então os manifestantes começaram a protestar. 

## Protestos
Entre 14 e 15 de outubro, uma onda de protestos atingiu Conacri depois que o presidente Alpha Conde alterou a constituição. Cinco foram mortos em vários protestos. Os protestos se espalharam rapidamente em quase uma dezena de cidades em 16 de outubro. A agitação política em massa saiu do controle quando ocorreram abusos contra os fulas. Milhares de manifestantes atiraram pedras contra a polícia e três foram mortos entre 18 e 19 de outubro. Os distúrbios alastraram-se para Nzerekore, a terceira maior cidade do país. A polícia disparou munição real para dispersar os manifestantes. Cantos antigovernamentais exigiam o fim do governo. 
As manifestações massivas ocorreram na Guiné de 16 a 17 de janeiro. Dois foram mortos na repressão que se seguiu. De 30 a 31 de janeiro, protestos em massa mataram quatro pessoas quando milhares atiraram pedras e gritaram slogans antigovernamentais contra o primeiro-ministro. Queixas de brutalidade policial foram apresentadas no tribunal. O referendo constitucional de 2020 foi marcado por cinco dias de manifestações sem precedentes e intensos confrontos com os militares, que dispararam munições reais e mataram pelo menos treze. Depois que os resultados foram retirados, os manifestantes da oposição foram às ruas para exigir o fim dos escândalos de corrupção e do governo e a renúncia do presidente Alpha Conde. Entre abril e julho de 2020, greves por melhorias na cobertura da rede elétrica em todo o país, matando sete enquanto o fornecimento de eletricidade era cortado. 

### Distúrbios pós-lockdown
Depois que um lockdown nacional baniram as ações e manifestações de protesto, centenas desafiaram a proibição e foram às ruas como uma continuação do movimento de protesto. Uma pessoa ficou ferida porque gás lacrimogêneo foi usado para dispersar os manifestantes. A polícia de choque invadiu complexos e bairros em 20-31 de julho. 
Após um intervalo, ocorreram comícios em todo o país liderados pela oposição. Dez foram mortos nos protestos pré-eleitorais exigindo que o presidente Alpha Conde renunciasse e não concorresse a um terceiro mandato nas eleições presidenciais de 2020. 

### Protestos pós-eleições presidenciais
Uma série de greves antigovernamentais a nível nacional intensificou-se após o anúncio dos resultados das eleições presidenciais de 2020. Os manifestantes atiraram pedras e ovos, exigindo reformas democráticas e justiça para aqueles que morreram devido à agitação política, eleições livres e um novo governo liderado pela oposição. Quatro foram mortos pela violência das forças militares contra os grevistas e os manifestantes. Após uma série de protestos de uma semana, os manifestantes estavam calmos depois que 23 pessoas foram mortas por forças policiais que atacaram manifestantes e jornalistas que pediam liberdade e eleições justas. 